# Das Gespräch der Hunde
Das Gespräch der Hunde ist eine Kammeroper und das sechste Bühnenwerk des österreichischen Komponisten Christof Dienz aus dem Jahr 2009. Es stellt seine zweite Zusammenarbeit mit Kristine Tornquist (Libretto) und dem sirene Operntheater Wien dar. Die Geschichte des Gespräches der Hunde ist dem Roman Nachts unter der steinernen Brücke von Leo Perutz entnommen. Es ist darin die dritte von insgesamt vierzehn Erzählungen und trägt auch im Roman den Titel Das Gespräch der Hunde.

## Handlung
Prag 1609. Der vom Unglück verfolgte, aber fromme Jude Berl Landfahrer soll wegen einer unbeabsichtigten Hehlerei gehenkt werden, zur besonderen Strafe zwischen zwei Hunden. Die Nacht vor der Hinrichtung verbringt Landfahrer mit den zwei Hunden in der Zelle, ein magerer Straßenköter und der Pudel des verstorbenen Mordechai Meisl.
Die Hunde kläffen, während er beten will. Das ärgert ihn und er will einen Bann über die beiden Hunde verhängen, dazu schreibt er einen magischen Spruch in den Staub. Doch er irrt sich in einem Buchstaben. Statt der erwünschten Ruhe kann er nun die Hundesprache verstehen.
So hört er, wie der Pudel erzählt, wo der Meisl Geld für den unglücklichen Berl Landfahrer vergraben hätte, das er ihm hätte zeigen sollen, doch kenne er den Landfahrer nicht und hätte es ihm deshalb nicht zeigen können. Berl Landfahrer stellt sich daraufhin dem Pudel vor. Der Pudel freut sich und verspricht, ihm am nächsten Morgen das Versteck zu zeigen. Da eröffnet Landfahrer dem Pudel, dass die drei am Morgen gehenkt werden sollen. Der Pudel kündigt an schnell zu entwischen, wenn jemand komme.
Am nächsten Morgen kommen aber statt des Henkers zwei vom Judenrat herein und eröffnen Berl Landfahrer, dass er begnadigt sei. Statt sich darüber zu freuen, verzweifelt er, weil der Pudel durch die offene Tür entwischt, bevor er ihm das Versteck hätte zeigen können. Den Rest seines Lebens verbringt er auf der Suche nach dem Pudel, man sagt deshalb über ihn, in der Nacht vor der Hinrichtung habe er seine Menschenseele verloren.

## Gliederung
- Kapitel 1. Die Verhaftung des Berl Landfahrer
- Kapitel 2. Der große Jammer
- Kapitel 3. Die Nacht in der Zelle
- Kapitel 4. Der zweite Hund
- Kapitel 5. Der große Zauber
- Kapitel 6. Das Gespräch der Hunde
- Kapitel 7. Der arme Berl Landfahrer
- Kapitel 8. Der Morgen
- Kapitel 9. Des Meisls Pudelhund

## Besetzung
- Klarinette / Bassklarinette
- Trompete
- Horn in F
- Posaune
- Schlagwerk
- E-Gitarre
- Violoncello
- Kontrabass

## Werkgeschichte
Der Uraufführung fand am 17. Juli 2009 in der Ankerbrotfabrik Wien statt. Es folgte eine Aufführung am 18. Juli. Die beiden Aufführungen waren der neunte und letzte Teil des über neun Wochen angelegten Opernuraufführungsprojektes Nachts des sirene Operntheaters, bei dem neun Erzählungen aus Perutz’ Roman Nachts unter der steinernen Brücke ausgewählt, als jeweils eigenständige Kammeroper ausgearbeitet und in einem zusammenhängenden Zyklus wöchentlich zur Uraufführung gebracht wurden.
Die musikalische Leitung übernahm François-Pierre Descamps, Regie führte Kristine Tornquist. Es spielte das österreichische Ensemble PHACE (damals ensemble_online).
Sänger
- Bernhard Landauer (Berl Landfahrer)
- Gottfried Falkenstein (1. Wächter)
- Günther Strahlegger (2. Wächer)
- Bernd Lambauer (Pudel)
- Richard Helm (Hund)

Leading Team
- Kristine Tornquist (Regie)
- François-Pierre Descamps (musikalische Leitung)
- Nikolaus Habjan (Puppenspiel)
- Jakob Scheid (Bühne)
- Markus Kuscher (Kostüm)
- Edgar Aichinger (Licht)
- Rainer Vierlinger (Coregie)
- Sabine Maringer, Karlo Svetlicic (Bühnenmaschinisten)
- Jury Everhartz (Produktionsleitung)

Musiker
- Bernhard Zachhuber (Klarinetten)
- Lorenz Raab (Trompete)
- Christoph Walder (Horn)
- Franz Geroldinger (Posaune)
- Peter Rom (E-Gitarre)
- Willi Schultz (Schlagwerk)
- Roland Schueler (Violoncello)
- Matthias Pichler (Kontrabass)

Den Ehrenschutz der Uraufführung übernahm die damalige Ministerin für Unterricht, Kunst und Kultur der Republik Österreich Claudia Schmied.